# Дабл'ю Мітчелл
Дабл’ю Мітчелл (народився 11 квітня 1943) — американський мотиваційний оратор і бізнесмен. Колишній член Корпусу морської піхоти Сполучених Штатів, постраждав від сильних опіків, має параліч і колишній мер маленького містечка.

## Раннє життя
При народженні його назвали Вільямом Джоном Шиффом III. Згодом він змінив своє ім'я на Дабл’ю Мітчелл на честь свого вітчима, Люка Мітчелла.

## Кар'єра
На момент свого першого поранення Мітчелл був тримачем на канатній дорозі в Сан-Франциско. Після нещасного випадку з опіком і одужання Мітчелл завершив навчання як пілот і в 1975 році став співзасновником компанії під назвою Vermont Castings разом з Мюрреєм Хауелом і Дунканом Саймом. Компанія виробляла енергоефективні дров’яні печі, які пізніше оцінили в 65 мільйонів доларів. Саме під час відрядження до цієї компанії Мітчелл пошкодив спинний мозок. У 1977 році він був обраний мером Крестед-Батта, штат Колорадо, де він зупинив AMAX (нині Freeport-McMoRan)  від будівництва молібденової шахти вартістю в мільярд доларів на горі Еммонс. Через очікуваний вплив на навколишнє середовище Мітчелл стверджує, що він «врятував гору».
Лекції Мітчелла часто називають: «Взяття відповідальність за зміни».  Цю цитату часто перефразовують цитатою Епіктета: «Важливо не те, що з вами відбувається, а те, як ви на це реагуєте».

## Ушкодження
19 липня 1971 року Мітчелл обпік понад 65% свого тіла, коли в Сан-Франциско перед мотоциклом, на якому він їхав, розвернулася вантажівка з пральною машиною. Його обличчя та руки були в сильних шрамах, пальці були сильно обпечені, і він втратив майже кожен із десяти пальців. Він щойно здійснив свій перший самостійний політ на літаку. Пізніше він виграв 500 000 доларів у судовому процесі проти Honda Inc. через те, що кришку бензобака на його Honda CB750 було визнано несправною, бо вона впала під час аварії.
11 листопада 1975 року він розбився(через утворення льоду на крилах) під час зльоту на невеликому літаку, яким керував, і пошкодив спинний мозок, залишивши його паралізованим від попереку та нижче, але інші його пасажири не отримали травм. Розслідування NTSB показало, що аварія сталася через його неспроможність виявити тонкий шар льоду на крилах під час огляду перед польотом.

## Особисте життя
Мітчелл — мільйонер, живе в Санта-Барбарі, штат Каліфорнія, і має другий дім на Гаваях.

## Книга
- Людина, яка не буде переможена (з Бредом Лемлі) (1993)ISBN 1-56796-026-X
- Це не те, що відбувається з тобою, це те, що ти з цим робиш (1997)ISBN 0-9637901-0-2

## Зовнішні посилання
- Офіційний вебсайт